# Halmaherské moře
Halmaherské moře (indonésky Laut Halmahera) je vnitřní moře Tichého oceánu. Halmaherské moře se rozprostírá východně od ostrova Halmahera.
Mezinárodní hydrografická organizace (International Hydrographic Organization, IHO) vymezuje Halmaherské moře jako jedno z vodstev Východoindického souostroví.

## Vymezení
IHO definuje jeho hranice následovně:

Na severu: spojnice Wajaboela (Morotai) do zálivu Djodjefa, severní bod Halmahery.
Na východě: spojnice ze zálivu Gorango (2°30′ s. š., 128°41′13″ v. d.), severovýchodní bod ostrova Morotai, přes ostrovy Sajang (0°18′ s. š., 129°54′ v. d.) a Kawé (0°3′ j. š., 130°8′ v. d.) k západním výspám přes ostrovy Waigeo (0°12′29″ j. š., 130°13′8″ v. d.) a Batanta (0°55′21″ j. š., 130°23′24″ v. d.) k severozápadnímu bodu ostrova Samawati, po pobřeží do zálivu Menonket a jeho jihozápadnímu bodu, a poté do zálivu Sele na Nové Guineji (1°26′ j. š., 130°56′ v. d.).
Na jihu: severní hranice Seramského moře mezi Obirou a Novou Guineou [spojnice z … Obi Major (1°31′52″ j. š., 127°40′16″ v. d.) … Tanjong Seranmaloleo jeho východní výspa, poté přes ostrovy Tobalai, Kekek, Pisang a Kofiau (1°10′5″ j. š., 129°51′13″ v. d.) k Tanjong Sele (1°26′ j. š., 130°56′ v. d.), západní bod Nové Guineje].
Na západě: jižní hranice Moluckého moře, mezi Halmaherou a Obi Major [spojnice z jižní výspy Halmahery k severnímu bodu ostrova Bisa (Setile), poté k severní výspě Obi Major].